# Haitian American Sugar Company
L'Haitian American Sugar Company (HASCO) est une entreprise commerciale américaine, qui a produit et vendu du sucre, ainsi que d'autres biens et marchandises à Haïti et aux États-Unis.

## Histoire
La société est enregistrée avec un capital de cinq millions de dollars le 5 août 1912 à Wilmington, dans l'État du Delaware, par Charles Steinheim, John Christie, et Franck Corpay.
Pendant sa période d'activité en Haïti, la société HASCO est l'une des principales compagnies industrielles, employant un grand nombre de personnes, employés et saisonniers, dans sa raffinerie de la plaine du Cul-de-Sac à Port-au-Prince, et dans les champs de canne à sucre de cette même plaine et de celle de Léogâne[réf. incomplète]. 
Les activités commerciales de la HASCO sont menacées par des troubles politiques à Haïti dans les années qui aboutirent au débarquement de l'armée américaine en 1915. Le danger pour la HASCO et d'autres intérêts commerciaux américains à Haïti est l'un des facteurs qui ont conduit à l'invasion militaire d'Haïti par les États-Unis de 1915 jusqu'en 1934. 
En 1955, l'entreprise est acquise par les frères John et Bradley Clark, agents de change de la bourse de New York.
En 1973, la HASCO change de main une fois encore et tombe sous contrôle de l'industriel Fritz Mevs, Sr.[réf. incomplète].

## Fermeture
Ne pouvant faire face à la concurrence du sucre de contrebande en provenance de la République dominicaine et de Miami, dans l'état de Floride, la compagnie cesse ses activités en 1987.